# Mercedes-Benz Vision EQXX
Mercedes-Benz Vision EQXX là một mẫu xe concept thuần điện của nhà sản xuất ô tô Đức Mercedes-Benz, được giới thiệu tại Hội chợ Điện tử Tiêu dùng vào năm 2022. Với vai trò là một sản phẩm chứng minh tính khả thi của ý tưởng, mẫu xe này được Mercedes-Benz tạo ra với mục tiêu chính là đạt mức tiêu thụ thấp hơn 10 kWh khi di chuyển trên quãng đường 100 km (hay nói cách khác là chỉ tốn 1 kWh với khoảng cách hơn 10 km) trong điều kiện thực tế. Thiết kế ngoại thất của EQXX mang nhiều nét phong cách khác nhau giúp tối ưu hiệu quả khí động học, trong khi những vật liệu thân thiện với môi trường thì được tích hợp nhằm tô điểm thêm cho phần nội thất bên trong. Tên gọi của mẫu xe này ám chỉ đến tầm nhìn của hãng Mercedes về tương lai ngành công nghiệp ô tô, trong đó chủ tịch hội đồng quản trị Ola Källenius phát biểu rằng EQXX chính là "cách mà chúng tôi mường tượng về tương lai của ô tô điện", đồng thời mẫu xe còn "nhấn mạnh hướng đi của toàn bộ công ty chúng tôi".